# Тен-Майл-Лейк (тауншип, Миннесота)
Тен-Майл-Лейк (англ. Ten Mile Lake) — тауншип в округе Лак-ки-Парл, Миннесота, США. На 2000 год его население составило 195 человек.

## География
По данным Бюро переписи населения США площадь тауншипа составляет 92,0 км², из которых 91,3 км² занимает суша, а 0,7 км² — вода (0,73 %).

## Демография
По данным переписи населения 2000 года здесь находились 195 человек, 67 домохозяйств и 58 семей.  Плотность населения —  2,1 чел./км².  На территории тауншипа расположено 73 постройки со средней плотностью 0,8 построек на один квадратный километр. Расовый состав населения: 98,97 % белых и 1,03 % азиатов.
Из 67 домохозяйств в 37,3 % воспитывались дети до 18 лет, в 77,6 % проживали супружеские пары, в 6,0 % проживали незамужние женщины и в 13,4 % домохозяйств проживали несемейные люди. 13,4 % домохозяйств состояли из одного человека, при том 6,0 % из — одиноких пожилых людей старше 65 лет. Средний размер домохозяйства — 2,91, а семьи — 3,21 человека.
30,8 % населения — младше 18 лет, 6,2 % — в возрасте от 18 до 24 лет, 22,1 % — от 25 до 44, 24,6 % — от 45 до 64, и 16,4 % — старше 65 лет. Средний возраст — 39 лет. На каждые 100 женщин приходилось 93,1 мужчин.  На каждые 100 женщин старше 18 приходилось 95,7 мужчин.
Средний годовой доход домохозяйства составлял 46 250 долларов, а средний годовой доход семьи —  46 250 долларов. Средний доход мужчин —  29 167  долларов, в то время как у женщин — 37 500. Доход на душу населения составил 22 717 долларов. За чертой бедности находились 1,9 % семей и 5,1 % всего населения тауншипа, из которых 9,6 % младше 18 лет.